# Jiří Hermann
Jiří Hermann (17. října 1890, Pardubice – ?, Terezín) byl český úředník pojišťovny a obchodník, který zahynul v koncentračním táboře Terezín po 16. říjnu 1944.
Dne 9. května 1939 mu byl, stejně jako jeho synu Františkovi, vydán Ministerstvem sociální péče, dokument na jehož základě mělo Policejní ředitelství v Praze vydat nevystěhovalecký cestovní pas.
Na základě tohoto pasu mohli odcestovat do Spojených států amerických. K cestě již bohužel nedošlo a i syn František zahynul dne 19. ledna 1945 v koncentračním táboře Dachau.
Stejný osud potkal i členy jeho rodiny, a to jak syna Františka, tak i manželku Zdenu, a dále Aloise Hermanna, Bedřišku Turnovskou, Marii Hermannovou a Julia Turnovského.